# Østersund
Østersund är en tidigare tätort i Lillestrøms kommun i Akershus fylke i sydöstra Norge. Orten ligger där riksväg 22 möter fylkesväg 170 och fylkesväg 172, på östra sidan av älven Glomma, mittemot orten Fetsund på andra sidan älven, som här korsas av Kongsvingerbanan.
Sedan 2020 räknas bebyggelsen i orten som en del av tätorten Fetsund-Østersund.
Tidigare har orten tillhört dåvarande Fets kommun.